# Mesotype bicolorata
Mesotype bicolorata är en fjärilsart som beskrevs av Edward Alfred Cockayne 1952. Mesotype bicolorata ingår i släktet Mesotype och familjen mätare. Inga underarter finns listade i Catalogue of Life.